# Atajaure
Atajaure är en sjö i Jokkmokks kommun i Lappland och ingår i Luleälvens huvudavrinningsområde. Sjön har en area på 0,497 kvadratkilometer och ligger 531 meter över havet. Atajaure ligger i Udtja Natura 2000-område. Sjön avvattnas av vattendraget Ruoutekielasjåkkå.

## Delavrinningsområde
Atajaure ingår i det delavrinningsområde (738049-165127) som SMHI kallar för Mynnar i Naustajåkkå. Medelhöjden är 516 meter över havet och ytan är 16,7 kvadratkilometer. Det finns inga avrinningsområden uppströms utan avrinningsområdet är högsta punkten. Ruoutekielasjåkkå som avvattnar avrinningsområdet har biflödesordning 5, vilket innebär att vattnet flödar genom totalt 5 vattendrag innan det når havet efter 241 kilometer. Avrinningsområdet består mestadels av skog (39 procent) och sankmarker (56 procent). Avrinningsområdet har 0,77 kvadratkilometer vattenytor vilket ger det en sjöprocent på 4,6 procent.